# Dorothea Schulz
Dorothea Elisabeth Schulz ist eine deutsche Ethnologin.

## Leben
Von 1982 bis 1983 studierte sie Kunstgeschichte an der Université Paul-Valéry in Montpellier, von 1983 bis 1984 Biologie (Dipl.) an der Justus-Liebig-Universität Gießen und von 1984 bis 1990 Ethnologie, Soziologie und Biologie an der Universität Mainz. Nach dem Magistra Artium 1990 in Ethnologie, Soziologie und Biologie in Mainz erwarb sie von 1993 bis 1996 einen M.Phil. und Ph.D. am Department of Social & Cultural Anthropology der Yale University. 1996 war sie wissenschaftliche Mitarbeiterin am Frobenius-Institut. Von 1997 bis 2004 war sie wissenschaftliche Mitarbeiterin am Institut für Ethnologie der FU Berlin. Nach der Habilitation 2005 am Institut für Sozial- und Kulturanthropologie der FU Berlin (venia legendi für Ethnologie) lehrte sie von 2005 bis 2008 als Assistenzprofessorin am Department of Religious Studies der Indiana University Bloomington. Von 2008 bis 2018 lehrte sie als Professorin (W2) für Sozial- und Kulturanthropologie an der Universität zu Köln. Seit 2018 ist sie Professorin (W3) für Sozial- und Kulturanthropologie an der Universität Münster.
Ihre Forschungsschwerpunkte sind Religionsanthropologie, Gesundheit und Wohlbefinden, politische Anthropologie, Islam in Afrika, ethnologische Geschlechterforschung und Medienanthropologie.

## Schriften (Auswahl)
- "Ni wari t'i bòlò" oder "wenn du kein Geld hast". Handlungsspielräume von Bäuerinnen in der Sahelzone. Mainz 1990, ISBN 3-926080-13-2.
- Territorial displacement and moral relocation. Voices and images of womanhood in televised ladili performances in Mali. Berlin 1999, ISBN 3-86093-223-3.
- Obscure powers, obscuring ethnographies. „Status“ and social identities in Mande society. Berlin 2000, ISBN 3-86093-259-4.
- Perpetuating the politics of praise. Jeli singers, radios, and political mediation in Mali. Köln 2001, ISBN 3-89645-213-4.
- Muslims and New Media in West Africa. Pathways to God. Bloomington, IN 2012, ISBN/EAN: 9780253005540.
- Political Legitimacy in Postcolonial Mali. London 2021, ISBN/EAN 9781847012685.